# Dispersionsfärgämne
Ett dispersionsfärgämne är ett kolloidämne som dispergeras (finfördelas) i vatten. I färgbad och färgpasta bibehålls finfördelningen genom tillsättandet av ett dispersionsmedel.
Ursprungligen utvecklades dessa färgämnen för att färga acetatfibrer (varför de även kallas acetatfärgämnen) men används numera även för färgning och tryck på polyamid, polyester (sedan 1950-talet) och acetatsilke. 
En del dispersionsfärgämnen avger ångor som ökar när temperaturen går upp (varför dessa ämnen förutom de vanliga härdighetstesterna även testas för sublimeringshärdighet och gasbildningshärdighet), om dessa utsätts för torr värme kommer de att sublimera (övergå till ånga och överföras till underliggande material). Denna egenskap utnyttjas vid transfertryck.